# Revoluční odborové hnutí
Revoluční odborové hnutí (ROH; slovensky Revolučné odborové hnutie) byla monopolní odborová organizace, která byla zároveň nejmasovější společenskou organizací v socialistickém Československu. Mnohde bylo členství zaměstnanců v ROH prakticky povinné a automatické.

## Historie

### Období Protektorátu
Počátkem monopolizace odborového hnutí byla likvidace odborového hnutí v září 1938, avšak jednání o jednotné odborové organizaci za druhé republiky nevedla k jejímu zřízení. Teprve po vyhlášení protektorátu vznikly dvě centrální organizace: Národní odborová ústředna zaměstnanecká (NOÚZ) a menší Ústředí veřejných zaměstnanců (ÚVZ). NOÚZ sloužila jak jako nástroj nacistické propagandy ke zvýšení pracovního úsilí, tak jako semeniště protinacistických aktivit. Těsně před koncem se v NOÚZ zformovala Ústřední rada odborů (ÚRO).

### Období ČSR a ČSSR
ÚRO bylo 6. května 1945 Českou národní radou pověřeno k převzetí všech odborových svazů a spolků v českých zemích, načež ji výnos Ministerstva vnitra č. IV-3111-19/5-45 ze dne 19. května 1945 označil za právního nástupce všech odborových organizací. Zákon č. 144/1946 Sb. z 16. května 1946, o jednotné odborové organizaci, již používal název Revoluční odborové hnutí (ROH), přičemž ROH bylo považováno za právního nástupce ÚRO. Zároveň tento zákon opět potvrzoval převedení veškerého majetku odborových organizací na ROH. Od počátku získalo ROH velké pravomoci i velký neformální vliv, avšak přes deklarovanou nadstranickost se dostalo do vlivu KSČ a po převzetí moci komunisty v roce 1948 se dostalo zcela do jejího stínu.

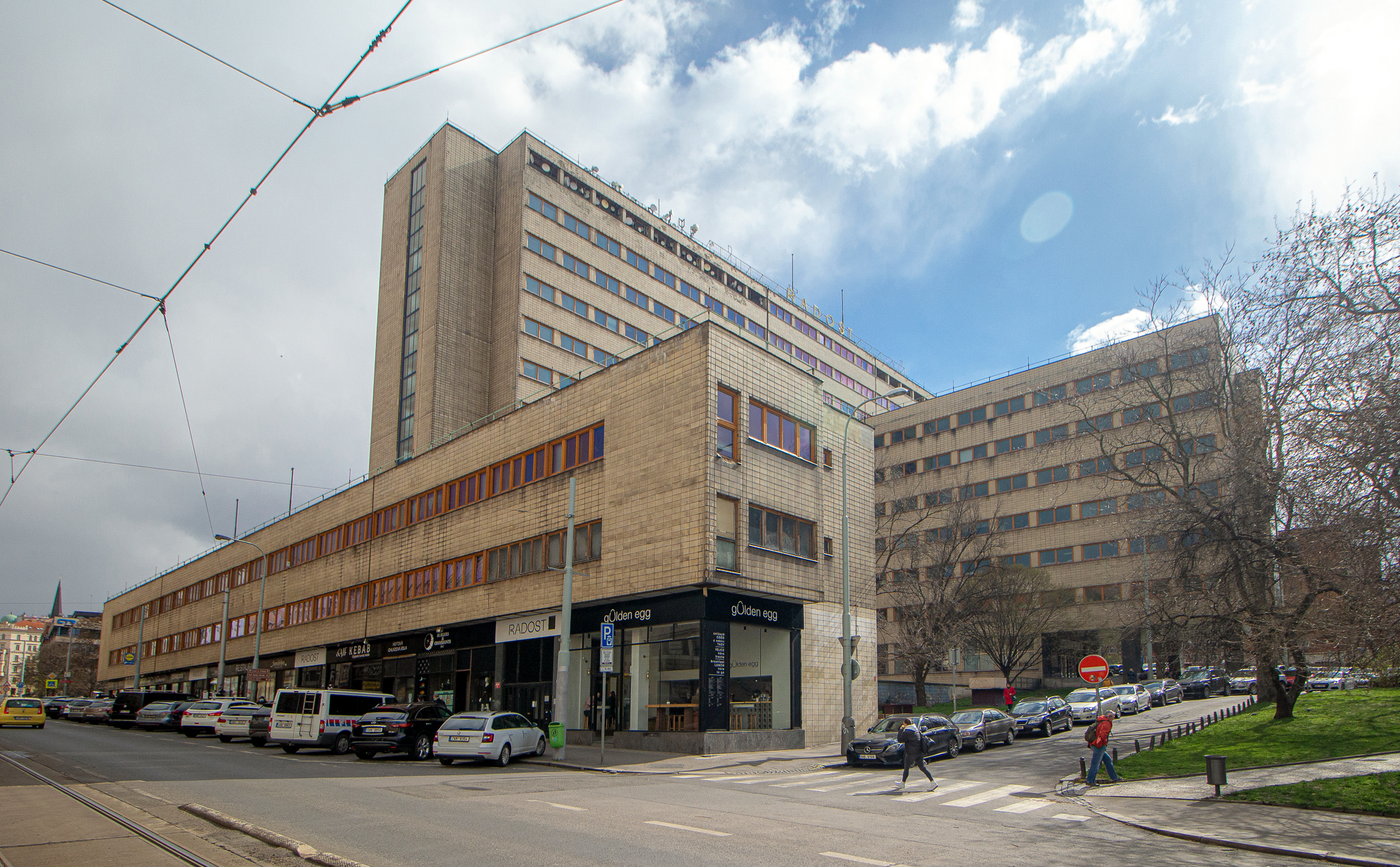
Dům Radost v Praze na Žižkově, dřívější sídlo Ústřední rady odborů

Kolem roku 1951 se ROH stalo vrcholným orgánem a správcem nemocenského pojištění. Zákonem č. 68/1951 Sb. bylo ROH uvedeno jako dobrovolná organizace, součást systému Národní fronty.
Hlavní sídlo měla Ústřední rada odborů na Žižkově ve funkcionalistickém bývalém paláci Všeobecného penzijního ústavu (tzv. kachlíkárna, dnes Dům Radost), postaveném v letech 1932–1934 na místě bývalé plynárny podle návrhů architekta Karla Honzíka a Josefa Havlíčka.
V letech 1968–1969 se ROH zapojilo do obrodného procesu a pokoušelo se vybudovat vlastní identitu, přičemž některé z tehdy vytvořených odborových svazů vydržely poměrně dlouho vzdorovat postupující normalizaci. Rovněž v listopadu 1989 se mnohé podnikové výbory ROH připojily k protestům proti brutálnímu policejnímu zásahu.
Vzhledem k tomu, že za socialismu nebylo konfrontační vymezování se vůči zaměstnavateli žádoucí, činnost odborových organizací ROH se zpravidla zaměřovala na vybírání členských příspěvků, organizování společenských (typicky oslavy MDŽ) a rekreačních aktivit a provozování rekreačních objektů pro pracovníky, příslovečně příznačnou aktivitou bylo každoroční rozdávání vánočních kolekcí čokoládových figurek určených k zavěšování na vánoční stromky. Odborové organizace se v té době, podobně jako stranické buňky KSČ, také v různých situacích podílely na hodnocení pracovníků, mohly se za ně zaručovat v trestním řízení atd.

## Zákony a vyhlášky

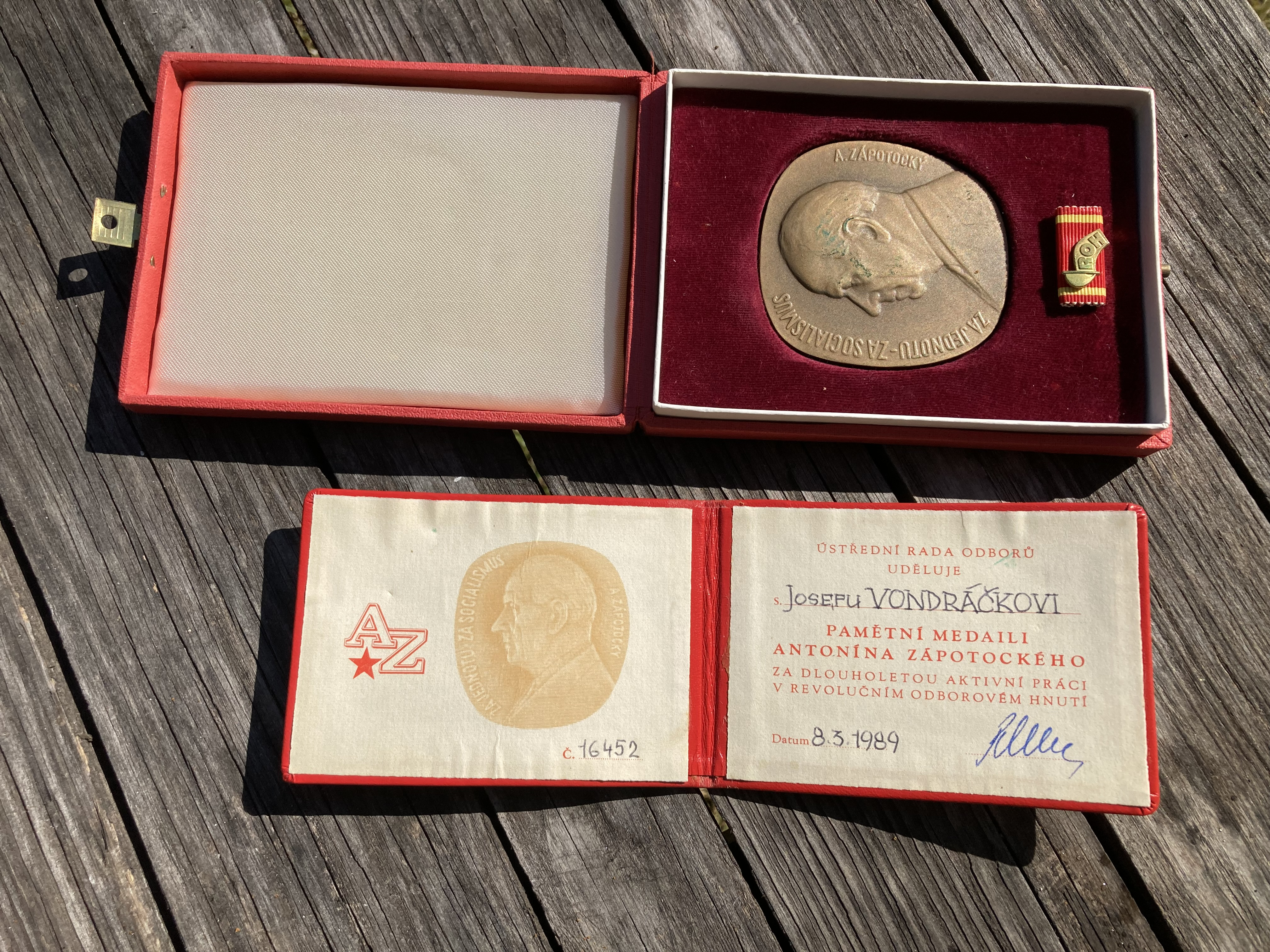
"Pamětní medaile Antonína Zápotockého" (tento konkrétní kus byl udělen v roce 1989).

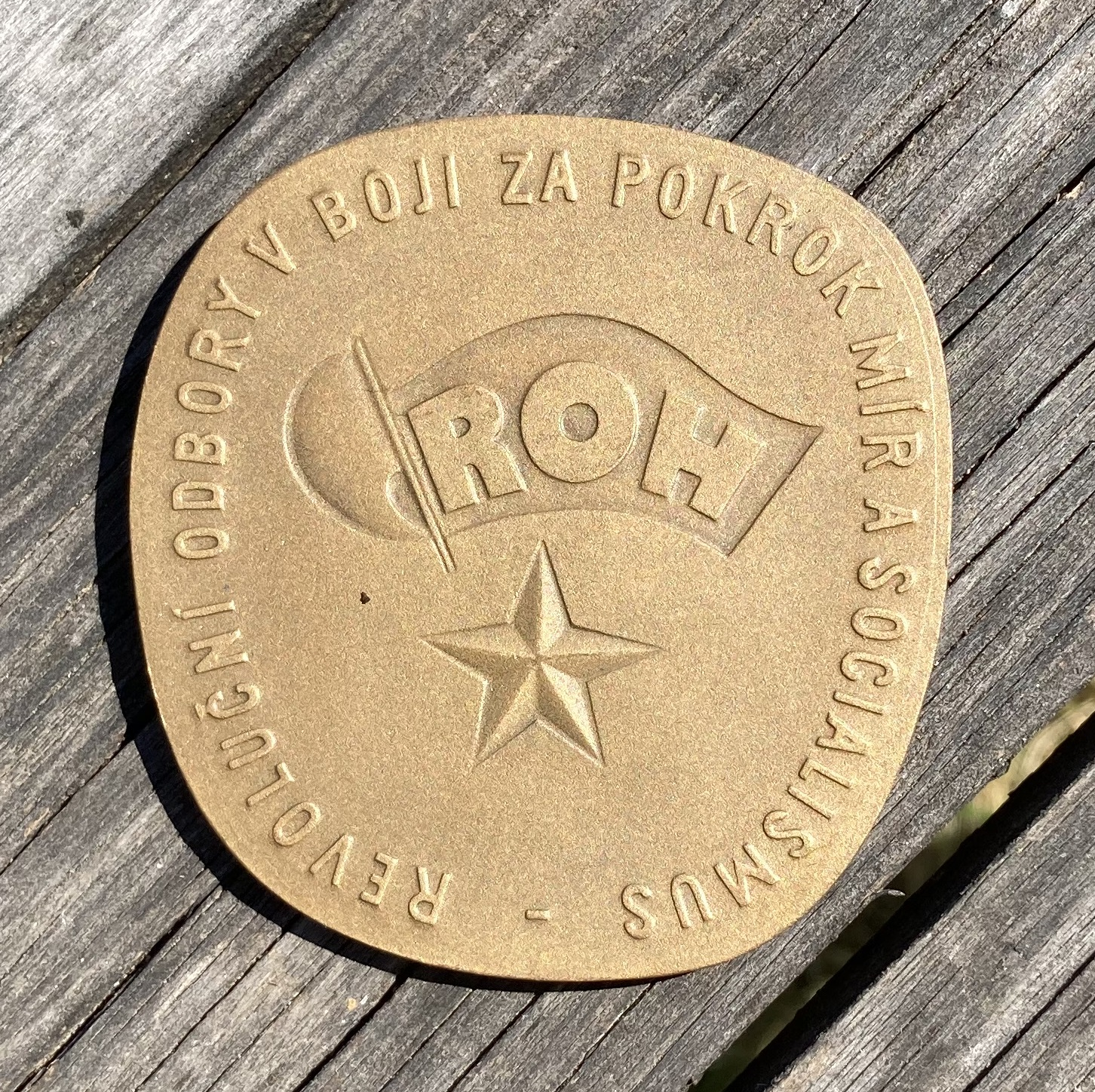
Pohled na druhou stranu.

- Dekret presidenta republiky ze dne 24. října 1945, č. 104 Sb., o závodních a podnikových radách, k němuž bylo vydáno prováděcí nařízení ze dne 5. listopadu 1946, č. 216 Sb.[3]
- Zákon č. 144/1946 Sb. – Zákon o jednotné odborové organisaci[4]
- Zákon č. 37/1959 Sb. ze dne 8. července 1959 o postavení závodních výborů základních organizací Revolučního odborového hnutí[5]
- Vyhláška č. 122/1960 Sb. – Vyhláška Ústřední rady odborů a ministerstva financí o poskytování prostředků a o uhrazování nákladů na činnost základních organizací Revolučního odborového hnutí v organizacích státního socialistického sektoru[6]
- Vyhláška č. 121/1965 Sb. – Vyhláška ministerstva financí a Ústřední rady odborů ze dne 26. října 1965 o použití prostředků fondu kulturních a sociálních potřeb a financování některých činností státních hospodářských organizací[7]

## Zánik organizace
Mimořádný všeodborový všesvazový sjezd ve dnech 2.–3. března 1990 rozhodl o zrušení ROH a předání pravomocí i majetku nástupnickým organizacím. Nově konstituované svazy se sdružily v Československou konfederaci odborových svazů a v její Českomoravskou komoru odborových svazů, která zastřešuje odborové organizace v Česku doposud.[zdroj?] Později vzniklo další ideově jí blízké hnutí – Odborové sdružení Čech, Moravy a Slezska.